# Tektronix
 (juillet 2015).
Si vous disposez d'ouvrages ou d'articles de référence ou si vous connaissez des sites web de qualité traitant du thème abordé ici, merci de compléter l'article en donnant les références utiles à sa vérifiabilité et en les liant à la section « Notes et références ».

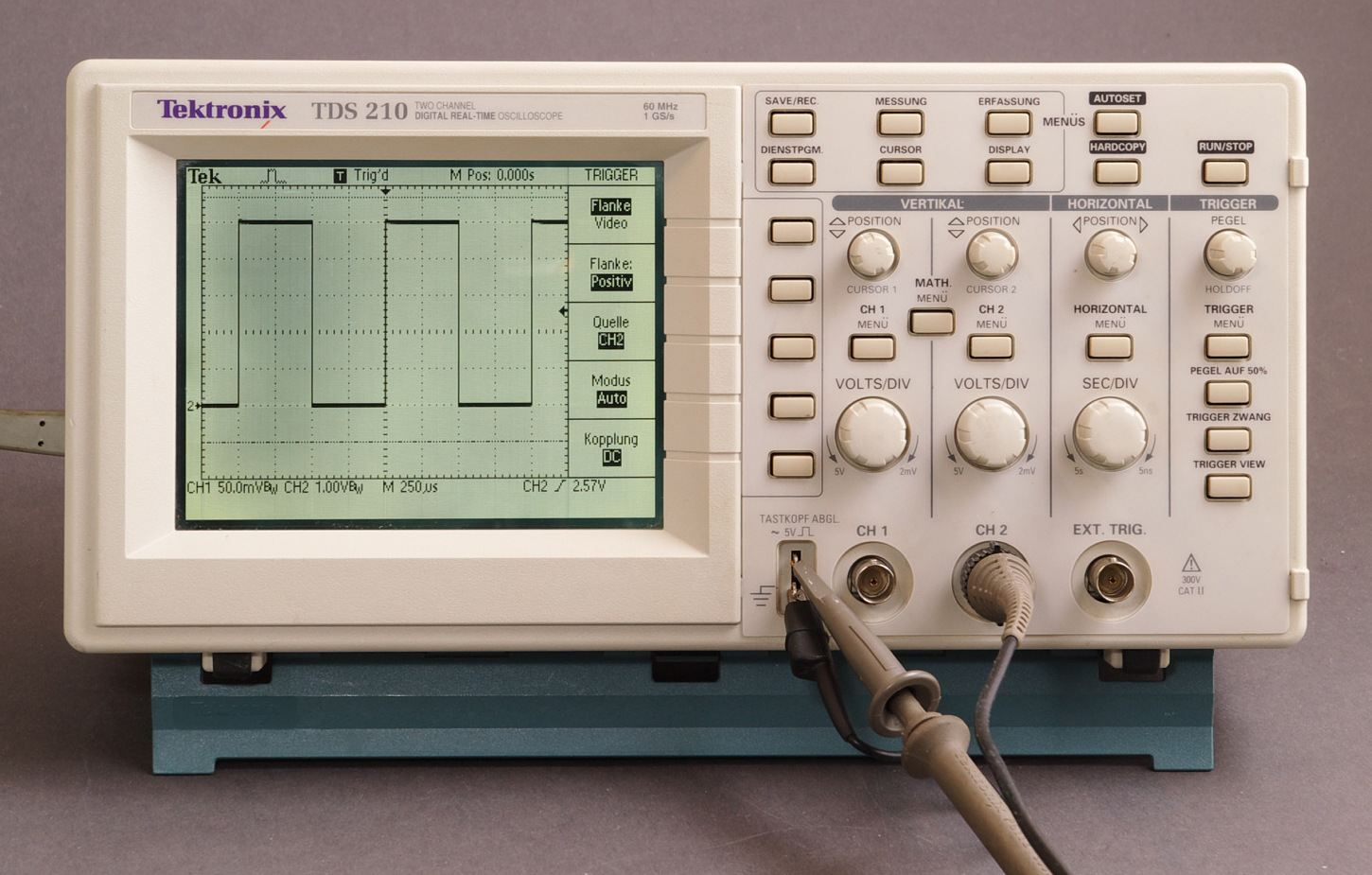
Oscilloscope numérique

Tektronix est une entreprise américaine qui produit des équipements d'instrumentation de test et de mesure électroniques professionnels, comme les oscilloscopes et les analyseurs logiques. Cette entreprise est actuellement une filiale de Fortive.

## Histoire
L'entreprise a été fondée en 1946 aux États-Unis, puis implantée dans de nombreux pays après 1968 et en France en 1969.
On lui doit la démocratisation des écrans graphiques par leur procédé d'écran à mémoire (Tektronix 4013, 4015) au début des années 1970, des oscilloscopes à écran rémanent utilisant la même technique, de même que l'ordinateur graphique Tektronix 4051 en 1975, plus quelques travaux encore d'actualité en 2013 ; ses recherches sur plusieurs objets multimédias tels que les baladeurs numériques, la micro-informatique et l'impression grand format en ont fait un des contributeurs majeurs de l'ère numérique.[réf. nécessaire]
L'entreprise a été rachetée, en novembre 2007, par le groupe américain Danaher Corporation, propriétaire, entre autres de la marque Fluke.

## En France
En France, l'entreprise est aujourd'hui, et ce depuis son implantation, localisée dans le Parc d'activités de Courtabœuf.
Cette filiale fut au milieu des années 1980 une des entreprises les plus rentables implantées en France.[réf. nécessaire]